# Golleville
Golleville és un municipi francès situat al departament de la Manche i a la regió de Normandia. L'any 2007 tenia 184 habitants.

## Demografia

### Població
El 2007 la població de fet de Golleville era de 184 persones. Hi havia 68 famílies de les quals 12 eren unipersonals (4 homes vivint sols i 8 dones vivint soles), 24 parelles sense fills i 32 parelles amb fills.
La població ha evolucionat segons el següent gràfic:
Habitants censats

### Habitatges
El 2007 hi havia 78 habitatges, 68 eren l'habitatge principal de la família, 5 eren segones residències i 5 estaven desocupats. Tots els 78 habitatges eren cases. Dels 68 habitatges principals, 57 estaven ocupats pels seus propietaris, 10 estaven llogats i ocupats pels llogaters i 1 estava cedit a títol gratuït; 8 tenien tres cambres, 10 en tenien quatre i 50 en tenien cinc o més. 54 habitatges disposaven pel capbaix d'una plaça de pàrquing. A 31 habitatges hi havia un automòbil i a 33 n'hi havia dos o més.

### Piràmide de població
La piràmide de població per edats i sexe el 2009 era:
| Homes | Edats   | Dones |
| ----- | ------- | ----- |
| 0     | 95 o +  | 0     |
| 0     | 90 a 94 | 0     |
| 0     | 85 a 89 | 8     |
| 0     | 80 a 84 | 4     |
| 8     | 75 a 79 | 0     |
| 4     | 70 a 74 | 4     |
| 0     | 65 a 69 | 8     |
| 4     | 60 a 64 | 0     |
| 8     | 55 a 59 | 8     |
| 16    | 50 a 54 | 8     |
| 0     | 45 a 49 | 0     |
| 0     | 40 a 44 | 4     |
| 8     | 35 a 39 | 4     |
| 12    | 30 a 34 | 0     |
| 0     | 25 a 29 | 12    |
| 0     | 20 a 24 | 0     |
| 0     | 15 a 19 | 0     |
| 4     | 10 a 14 | 0     |
| 4     | 5 a 9   | 4     |
| 8     | 0 a 4   | 4     |

## Economia
El 2007 la població en edat de treballar era de 112 persones, 75 eren actives i 37 eren inactives. De les 75 persones actives 71 estaven ocupades (46 homes i 25 dones) i 4 estaven aturades (1 home i 3 dones). De les 37 persones inactives 11 estaven jubilades, 6 estaven estudiant i 20 estaven classificades com a «altres inactius».

### Ingressos
El 2009 a Golleville hi havia 66 unitats fiscals que integraven 168 persones, la mediana anual d'ingressos fiscals per persona era de 15.458 €.

### Activitats econòmiques
Dels 3 establiments que hi havia el 2007, 1 era d'una empresa de comerç i reparació d'automòbils, 1 d'una empresa d'hostatgeria i restauració i 1 d'una empresa de serveis.
L'any 2000 a Golleville hi havia 15 explotacions agrícoles que ocupaven un total de 531 hectàrees.

## Poblacions més properes
El següent diagrama mostra les poblacions més properes.